# Beatrice (Nebraska)
 For alternative betydninger, se Beatrice. (Se også artikler, som begynder med Beatrice)
Beatrice er en amerikansk by og administrativt centrum for det amerikanske county Gage County, i staten Nebraska. I 2000 havde byen et indbyggertal på 12.496.

## Ekstern henvisning
- Beatrices hjemmeside (engelsk)

40°16′06″N 96°44′35″V / 40.2683°N 96.7431°V